# Guillermo Gorostiza
Guillermo Gorostiza Paredes (Santurce, Vizcaya, 15 de febrero de 1909-Bilbao, 23 de agosto de 1966) fue un futbolista español, y jugador histórico del Athletic Club y Valencia Club de Fútbol de la Primera División de España y Racing Club de Ferrol entidades a las que debe sus mayores éxitos y reconocimientos. Iniciado en el Arenas Club de Guecho como extremo izquierdo, pasó a conformar la «primera delantera histórica»" del conjunto bilbaíno, y posteriormente de la conocida como «delantera eléctrica» del conjunto valencianista.
Es el cuarto goleador histórico del Athletic Club con 196 goles en 256 partidos, mientras que en la Primera División anotó 178 goles que le sitúan como uno de los máximos goleadores históricos del campeonato, y de la que llegó a ser el primero en el momento de su retirada superando el anterior récord de Santiago Urtizberea primero, y de Agustín Sauto Bata después. Este se mantuvo vigente hasta que fue superado por Mundo Suárez en 1949.

## Biografía
Gorostiza nació en 1909 en Santurce, Vizcaya, en el seno de una familia bastante acomodada, ya que su padre era médico de profesión. Realizó sus primeros estudios en su localidad natal y luego fue enviado por sus padres a un internado en Miranda de Ebro a estudiar el bachillerato. Travieso y mal estudiante, más interesado por el fútbol que por los libros, abandonó los estudios y entró a trabajar en una factoría naval de Sestao, donde aprendió el oficio de tornero.
Su primer club de fútbol fue el Chávarri de Sestao, donde coincidió ya con el que sería su futuro compañero en el Athletic, el portero Gregorio Blasco. De ahí pasó al Zugazarte de Guecho, donde empezó a jugar en el puesto de extremo izquierdo. El Arenas Club le fichó del Zugazarte por 30 duros de plata y Gorostiza llegó a jugar 10 partidos con los areneros. Gorostiza, sin embargo, enfrentado a la directiva del Arenas, se declaró en rebeldía, abandonó Vizcaya y el Arenas y se escapó a Argentina, residiendo durante algún tiempo en casa de un pariente suyo en Buenos Aires.
Volvió a España para cumplir el servicio militar, siendo destinado como marino a Ferrol, donde sus cualidades como futbolista no pasaron desapercibidas. Ingresó en el Racing Club de Ferrol con el que jugó durante el tiempo que duró su "mili". Con el Racing fue campeón de Galicia sin conocer la derrota y debutó en categoría nacional, convirtiéndose en un jugador conocido a nivel nacional a raíz de que el Racing lograra derrotar al C. D. Alavés en la Copa de 1928-29 y él marcase el segundo tanto. Luego el Racing cayó ante el Athletic Club en octavos de final, marcando Gorostiza en el partido de ida, jugado en el ferrolano campo del Inferniño. En el equipo ferrolano coincidió con Gerardo Bilbao, con el que también jugaría en el Athletic Club.
Recomendado por el jugador Ramón Lafuente, que había sido compañero suyo en el internado de Miranda, Gorostiza fue fichado en 1929 por el Athletic Club. El fichaje de Gorostiza por parte del Athletic fue causa de un conflicto con el antiguo club del santurzano, el Arenas, que poseía sus derechos legales y que no los quería ceder a su gran rival local. El asunto se zanjó con el pago por parte del Athletic de 20.000 pesetas y un partido amistoso.

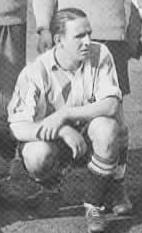
Gorostiza era apodado «bala roja» por su gran velocidad.

En el equipo bilbaíno jugó a partir de la temporada 1929-30 y formó parte de la conocida como "primera delantera histórica" del Athletic Club, junto a Lafuente, Iraragorri, Bata, Chirri II y Unamuno. Con este club conquistó en cuatro ocasiones la Liga española y en otras cuatro el Campeonato de Copa. Además consiguió dos veces el Trofeo Pichichi, marcando 19 goles en la temporada 1929-30 y 12 en la 1931-32, este último con una curiosidad. En realidad, fue su compañero Bata el máximo goleador con trece goles e, incluso, Gorostiza solo anotó nueve goles. Así es como figuran en las bases de datos de la Liga y del Athletic Club, pero es el extremo izquierdo el que figura como ganador del trofeo con doce goles.
La guerra civil española paralizó las competiciones futbolísticas oficiales entre 1936 y 1939. Gorostiza estaba al inicio de la guerra en Vizcaya, que queda en la zona republicana. En 1937 se enroló en la selección de Euzkadi, combinado provincial creado por el Gobierno vasco con el fin de recaudar fondos en Europa para los refugiados vascos y realizar una labor propagandística en favor del Gobierno vasco y la República. Gorostiza coincidió con muchos de los mejores futbolistas vascos de la época como Luis Regueiro, Isidro Lángara o sus compañeros del Athletic Club, José Iraragorri y Gregorio Blasco entre otros. El Euzkadi realizó una brillante gira por Europa disputando partidos amistosos hasta que Bilbao cayó en manos franquistas. Entonces Gorostiza desertó del equipo y, sin decir nada a sus compañeros regresó a España, a la zona nacional, donde fue recibido con los brazos abiertos por las autoridades rebeldes. Gorostiza se unió al requeté carlista y luchó con el bando nacional, que lo utilizó para fines propagandísticos hasta el final de la guerra. Solo otro de los jugadores de la selección de Euzkadi, Roberto Echevarría, siguió los pasos de Gorostiza.

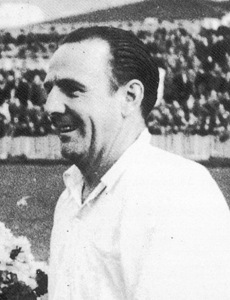
Gorostiza en 1943.

Tras la guerra, siguió militando en el Athletic Club, pero en la temporada 1940-41 fue traspasado al Valencia C. F.. A pesar de ser ya un veterano de 31 años siguió rindiendo en el Valencia seis temporadas a grandísimo nivel. Con este equipo ganó dos Ligas (1942 y 1944) y un Campeonato de Copa (1941). En el Valencia C. F. fue uno de los integrantes de la famosa "delantera eléctrica", junto con Epi, Amadeo, Mundo y Asensi. Fue el jugador que marcó el gol número 500 del Valencia C. F. en Primera División de España. En 1946 abandonó el club valenciano. El Estadio de Mestalla fue escenario de un partido de homenaje a su gran carrera deportiva. En total jugó 256 partidos en Primera división anotando 178 goles. En 1943 actuó en la película ¡¡Campeones!!, dirigida por Ramón Torrado.
Sin embargo, a pesar de contar ya con 37 años de edad, Gorostiza no se resignó a colgar las botas y decidió seguir su carrera como futbolista en la Segunda división española jugando en las filas del Barakaldo Club de Fútbol, donde fue máximo goleador. Al año siguiente jugó en un modesto club asturiano, el Real Juvencia de Trubia. También fue entrenador del Barakaldo durante más de una decena partidos. Por último, en 1948, se marchó al Club Deportivo Logroñés en la Tercera división española, donde compaginó funciones de jugador y entrenador. En 1951 recibió un homenaje en el estadio de San Mamés por su carrera deportiva.
Se trataba de un hombre que llevaba una vida irregular y bohemia desde sus años de juventud, lo que fue derivando en alcoholismo ya en los últimos años de su carrera como futbolista. De él se cuentan historias de que desaparecía durante días sin dejar rastro para aparecer justo antes de los partidos o que llegó a jugar algún encuentro con el Valencia CF en estado de embriaguez. No supo gestionar el dinero que había ganado en su carrera, por lo que se vio forzado a prolongar su carrera por encima de los 40 años de edad. En los últimos años de su vida sufrió una afección pulmonar que desencadenó su muerte prematura. Poco antes de fallecer apareció en el documental Juguetes rotos dirigida por Manuel Summers en el que se entrevistaba a personajes que habían sido muy populares en otras épocas, pero que habían quedado olvidados con el paso tiempo y que vivían situaciones difíciles.
Murió en 1966, a los 57 años de edad, en el Sanatorio de Tuberculosos de Santa Marina de Bilbao, asilo regentado por monjas, donde su mujer y sus dos hijos le habían abandonado por sus problemas con el alcohol. Se dice que una de las escasas posesiones que le encontraron, de la que no quiso despegarse a pesar de sus problemas económicos, fue una pitillera de plata regalada por el presidente valencianista Luis Casanova con esta inscripción."Al mejor extremo izquierdo del mundo de todos los tiempos". 

### Selección nacional
Entre 1930 y 1941 fue internacional con la selección nacional de fútbol de España en 19 ocasiones, marcando 2 goles y siendo uno de los jugadores más destacados de la selección española. Su debut como jugador de la selección española fue el 14 de junio de 1930 en el partido Checoslovaquia 2 - 0 España.
Fue integrante del combinado español durante la Copa Mundial de Fútbol de 1934, en la que jugó dos partidos contra Brasil e Italia.

## Estadísticas

### Clubes
Datos actualizados a final de carrera.
En la temporada 1927-28, antes de ingresar en las filas del Racing de Ferrol, es enviado a Argentina por su padre para labrarse un futuro, etapa que resulta contraproducente y regresa a España para realizar el servicio militar con destino Ferrol, motivo por el que recala en el club racinguista.
| Club | Temporada            | Div.                 | Liga (1)     | Liga (1)     | Copas (2) | Copas (2) | Regional (3) | Regional (3) | Total (4) | Total (4) | Media goleadora |
| Club | Temporada            | Div.                 | Part.        | Goles        | Part.     | Goles     | Part.        | Goles        | Part.     | Goles     | Media goleadora |
| --- | -------------------- | -------------------- | ------------ | ------------ | --------- | --------- | ------------ | ------------ | --------- | --------- | --------------- |
| Arenas de Guecho | 1927-28              | 1.ª C.               | Inexistente  | Inexistente  | 4         | 4         | 3            | 1            | 7         | 5         | 0.71            |
| Racing de Ferrol | 1928-29              | 1.ª C.               | –            | –            | 4         | 3         | 10           | 6            | 14        | 9         | 0.64            |
| Athletic Club | 1929-30              | 1.ª                  | 18           | 20           | 10        | 9         | 8            | 5            | 36        | 34        | 0.94            |
| Athletic Club | 1930-31              | 1.ª                  | 18           | 17           | 4         | 3         | 8            | 8            | 30        | 28        | 0.93            |
| Athletic Club | 1931-32              | 1.ª                  | 15           | 9            | 7         | 10        | 6            | 6            | 28        | 25        | 0.89            |
| Athletic Club | 1932-33              | 1.ª                  | 17           | 14           | 9         | 7         | 6            | 3            | 32        | 24        | 0.75            |
| Athletic Club | 1933-34              | 1.ª                  | 15           | 14           | 6         | 2         | 8            | 7            | 29        | 23        | 0.79            |
| Athletic Club | 1934-35              | 1.ª                  | 18           | 9            | 2         | –         | 9            | 8            | 29        | 17        | 0.59            |
| Athletic Club | 1935-36              | 1.ª                  | 18           | 9            | 3         | 1         | 8            | 2            | 29        | 12        | 0.41            |
| Athletic Club | 1938-39              | 1.ª                  | Interrumpida | Interrumpida | 2         | 1         | 7            | 7            | 9         | 8         | 0.89            |
| Athletic Club | 1939-40              | 1.ª                  | 21           | 16           | 4         | 4         | 7            | 9            | 32        | 29        | 0.91            |
| Total Athletic Club | Total Athletic Club  | Total Athletic Club  | 140          | 108          | 47        | 37        | 67           | 55           | 254       | 200       | 0.79            |
| Valencia C. F. | 1940-41              | 1.ª                  | 21           | 14           | 11        | 9         | Inexistente  | Inexistente  | 32        | 23        | 0.72            |
| Valencia C. F. | 1941-42              | 1.ª                  | 24           | 20           | 8         | 6         | Inexistente  | Inexistente  | 32        | 26        | 0.81            |
| Valencia C. F. | 1942-43              | 1.ª                  | 13           | 2            | –         | –         | Inexistente  | Inexistente  | 13        | 2         | 0.15            |
| Valencia C. F. | 1943-44              | 1.ª                  | 20           | 16           | 6         | 6         | Inexistente  | Inexistente  | 26        | 22        | 0.85            |
| Valencia C. F. | 1944-45              | 1.ª                  | 24           | 16           | 6         | 1         | Inexistente  | Inexistente  | 30        | 17        | 0.57            |
| Valencia C. F. | 1945-46              | 1.ª                  | 13           | 4            | 3         | 4         | Inexistente  | Inexistente  | 16        | 8         | 0.50            |
| Total Valencia C. F. | Total Valencia C. F. | Total Valencia C. F. | 115          | 72           | 34        | 26        | 0            | 0            | 149       | 98        | 0.66            |
| C. D. Baracaldo-Altos Hornos | 1946-47              | 2.ª                  | 20           | 14           | 1         | –         | Inexistente  | Inexistente  | 21        | 14        | 0.67            |
| Juvencia de Trubia | 1947-48              | 3.ª                  | 13           | 4            | –         | –         | Inexistente  | Inexistente  | 13        | 4         | 0.31            |
| C. D. Logroñés | 1948-49              | 3.ª                  | 3+           | 2+           | 1         | 1         | Inexistente  | Inexistente  | 4+        | 3+        | 0.75            |
| Total carrera | Total carrera        | Total carrera        | 291+         | 200+         | 91        | 71        | 80           | 62           | 462+      | 333+      | 0.72            |
| (1) Resaltados los goles que le proclamaron máximo goleador del campeonato. No existía el Campeonato de Liga (1927-28). Club de 1.ª categoría por la Federación Vizcaína de Football (1926-27) y la Federación Gallega de Football (1928-29). (2) Incluye datos de la Copa de España (1928-49); Copa Presidente RFEF (1940-41); Torneo de Campeones (1927-28) (3) Incluye datos del Campeonato Regional de Vizcaya (1927-40); Campeonato de Galicia (1928-29). (4) No se incluyen datos de partidos amistosos. |                      |                      |              |              |           |           |              |              |           |           |                 |

## Palmarés

### Campeonatos regionales
Nota * : el Bilbao Athletic fue un equipo reserva o equipo "B" del Athletic Club, el cual rehusó participar con su primer equipo debido a su precaria situación deportiva tras la Guerra Civil.
| Título              | Club                | Año  |
| ------------------- | ------------------- | ---- |
| Campeonato Regional | Racing Ferrol F. C. | 1929 |
| Campeonato Regional | Athletic Club       | 1931 |
| Campeonato Regional | Athletic Club       | 1932 |
| Campeonato Regional | Athletic Club       | 1933 |
| Campeonato Regional | Athletic Club       | 1934 |
| Campeonato Regional | Athletic Club       | 1935 |
| Campeonato Regional | Bilbao Athletic *   | 1939 |
| Campeonato Regional | Athletic Club       | 1940 |

### Campeonatos nacionales
| Título             | Club           | Año  |
| ------------------ | -------------- | ---- |
| Campeonato de Liga | Athletic Club  | 1930 |
| Copa               | Athletic Club  | 1930 |
| Campeonato de Liga | Athletic Club  | 1931 |
| Copa               | Athletic Club  | 1931 |
| Copa               | Athletic Club  | 1932 |
| Copa               | Athletic Club  | 1933 |
| Campeonato de Liga | Athletic Club  | 1934 |
| Campeonato de Liga | Athletic Club  | 1936 |
| Copa               | Valencia C. F. | 1941 |
| Campeonato de Liga | Valencia C. F. | 1942 |
| Campeonato de Liga | Valencia C. F. | 1944 |

### Distinciones individuales
| Distinción                 | Año  |
| -------------------------- | ---- |
| Trofeo Pichichi (20 goles) | 1930 |